# 景德傳燈錄
傳燈錄，全稱景德傳燈錄，景德是北宋真宗年号，本書原題名為《佛祖同參集》，中國佛教禪宗史書。共30卷，宋景德元年（1004年）東吳僧道原撰，被收入《大正藏》。
“傳燈錄”只限于禅宗，属记言体及按世次记载的谱录体。《傳燈錄》載自過去七佛、第一祖摩诃迦叶、至第二十七祖般若多罗、东土六祖，至法眼宗文益禅师法嗣的禅宗传法世系，共1701人的机缘语句，载明各禅师之俗姓、籍贯、修行经历、住地、示寂年代、世寿、法腊、谥号等。另附语录951人。傳燈錄產生了廣泛的影響，並引出了禪宗一系列的燈錄著述，如：《天聖廣燈錄》、《續傳燈錄》。
在《宝林传》、《祖堂集》尚未重新为世人发现之前，《景德传灯录》是禅宗最早的一部史书，位居“五灯”（即《传灯录》、《广灯录》、《续灯录》、《联灯会要》、《普灯录》）之首，是研究禅宗史的重要资料。自上述二书（《宝林传》、《祖堂集》）于二十世纪上半叶被发现后，得知本书曾受其影响，且多所取材。事实上，在本书完成前的唐末、五代时，已有多种禅宗史书出现。在内容上，《景德传灯录》是以这些史书为基础，并进一步搜集资料，经筛选润色而成。

## 延伸阅读
[在维基数据编辑]
 在维基文库阅读本作品原文（ 在维基共享资源阅览影像）
 《景德傳燈錄 (四部叢刊本)》